# Alawitiska staten
Alawitiska staten (arabiska:دولة جبل العلويين, franska: État des Alaouites, kurdiska: Dewleta Alewî), var en shiitisk stat benämnd efter de lokalt dominerande alawiterna från starten till dess integration med Syrien 1922, var ett franskt mandatområde vid medelhavskusten av dagens Syrien efter första världskriget. Det franska mandatet från Nationernas Förbund varade från 1920 till 1946.
Användningen av "alawit" istället för "nusayri", förespråkades av fransmännen tidigt under mandatperioden och hänvisade till en medlem av den alawitiska religionen. År 1920 hade "Territoire des Alaouites" en stor befolkning, i huvudsak bestående av shiitiska folkgrupper som alawiter och Feyli-kurder.